# Felicity Passon
Pour les articles homonymes, voir Passon.
Felicity Passon, née le 11 juillet 1999 à Mahé, est une nageuse seychelloise.

## Biographie

### Etudes
Elle poursuit ses études à l'Université méthodiste du Sud à University Park (Texas) aux États-Unis.

### Carrière sportive
Aux Jeux des îles de l'océan Indien 2019 à Maurice, Felicity Passon remporte onze médailles dont sept en or. Elle est titrée au 100 mètres dos, au 50 mètres papillon, au 50 mètres libre, au 50 mètres dos, au 100 mètres papillon, au 200 mètres quatre nages et au 200 mètres dos, est médaillée d'argent au 100 mètres nage libre, au relais 4 × 100 mètres nage libre et au relais 4 × 200 mètres nage libre, ainsi qu'une médaille de bronze au relais 4 × 100 mètres quatre nages. Elle est l'athlète seychelloise la plus médaillée lors de ces Jeux depuis la première édition il y a 40 ans.
Elle est médaillée d'or du 100 mètres dos et du 200 mètres dos, médaillée d'argent du 50 mètres dos et médaillée de bronze du 100 mètres papillon aux Jeux africains de 2019 à Rabat.
Aux Jeux des îles de l'océan Indien 2023 à Madagascar, Felicity Passon est médaillée d'argent du 200 mètres nage libre, du 200 mètres papillon et du relais 4 × 100 mètres nage libre.